# Вільхівчик (Чортківський район)
Вільхі́вчик — село в Україні, у Гусятинській селищній громаді Чортківського району Тернопільської області. Розташоване на річці Збруч, на сході району.
Від вересня 2015 року ввійшло у склад Гусятинської селищної громади.
Населення — 649 осіб (2003).

## Населення

### Мова
Розподіл населення за рідною мовою за даними перепису 2001 року:
| Мова       | Кількість | Відсоток |
| ---------- | --------- | -------- |
| українська | 659       | 99.7%    |
| російська  | 2         | 0.3%     |
| Усього     | 661       | 100%     |

## Історія
Поблизу села виявлено археологічні пам'ятки трипільської культури.
Перша писемна згадка — 1760, згідно з документами ЦДІА України у Львові.
Від 1907 діяла читальня «Просвіти».
Багаторічним сільським головою села був Фаберський Іван. 
12 червня 2020 року, відповідно до розпорядження Кабінету Міністрів України № 724-р «Про визначення адміністративних центрів та затвердження територій територіальних громад Тернопільської області» увійшло до складу Гусятинської селищної громади.
19 липня 2020 року, в результаті адміністративно-територіальної реформи та ліквідації Гусятинського району, село увійшло до складу новоутвореного Чортківського району.

## Політика

### Парламентські вибори, 2019
На позачергових парламентських виборах 2019 року у селі функціонувала окрема виборча дільниця № 610210, розташована у приміщенні клубу.
Результати
- зареєстрований 271 виборець, явка 95,94%, найбільше голосів віддано за «Слугу народу» — 39,53%, за Всеукраїнське об'єднання «Батьківщина» — 16,28%, за «Голос» — 10,47%.[6] В одномандатному окрузі найбільше голосів отримав Микола Люшняк (самовисування) — 35,89%, за Ігоря Сопеля (Слуга народу) — 28,23%, за Володимира Бліхаря (Всеукраїнське об'єднання «Батьківщина») — 11,69%[7].

## Релігія
- церква святої великомучениці Параскеви (1929; кам.),
- костьол Пресвятого Серця Господа Ісуса (1926; кам.),
- дві каплички (кін. 19 ст. і 1915).

## Пам'ятники
Споруджено пам'ятники полеглим у німецько-радянській війні воїнам-односельцям (1966) та на честь скасування панщини (1985, реконструйовано); насипана символічна могила Борцям за волю України (1990).
17 вересня 2017 року освячена могила трьом воякам УПА - Бантроху Василю (1928 - 1947), Курчабі Павлу (1904-1947), Сатію Івану (1928-1947).

## Соціальна сфера
Діють ЗОШ 1-2 ступенів, бібліотека.

## Відомі люди

### Народилися
- релігійний діяч Антін Луговий,
- Роман Михайлишин (1988—2022) — український військовик, учасник російсько-української війни.[9][10]
- літератор І. Павчук.

## Природоохоронні території
Село межує з національним природним парком «Подільські Товтри».

## Галерея

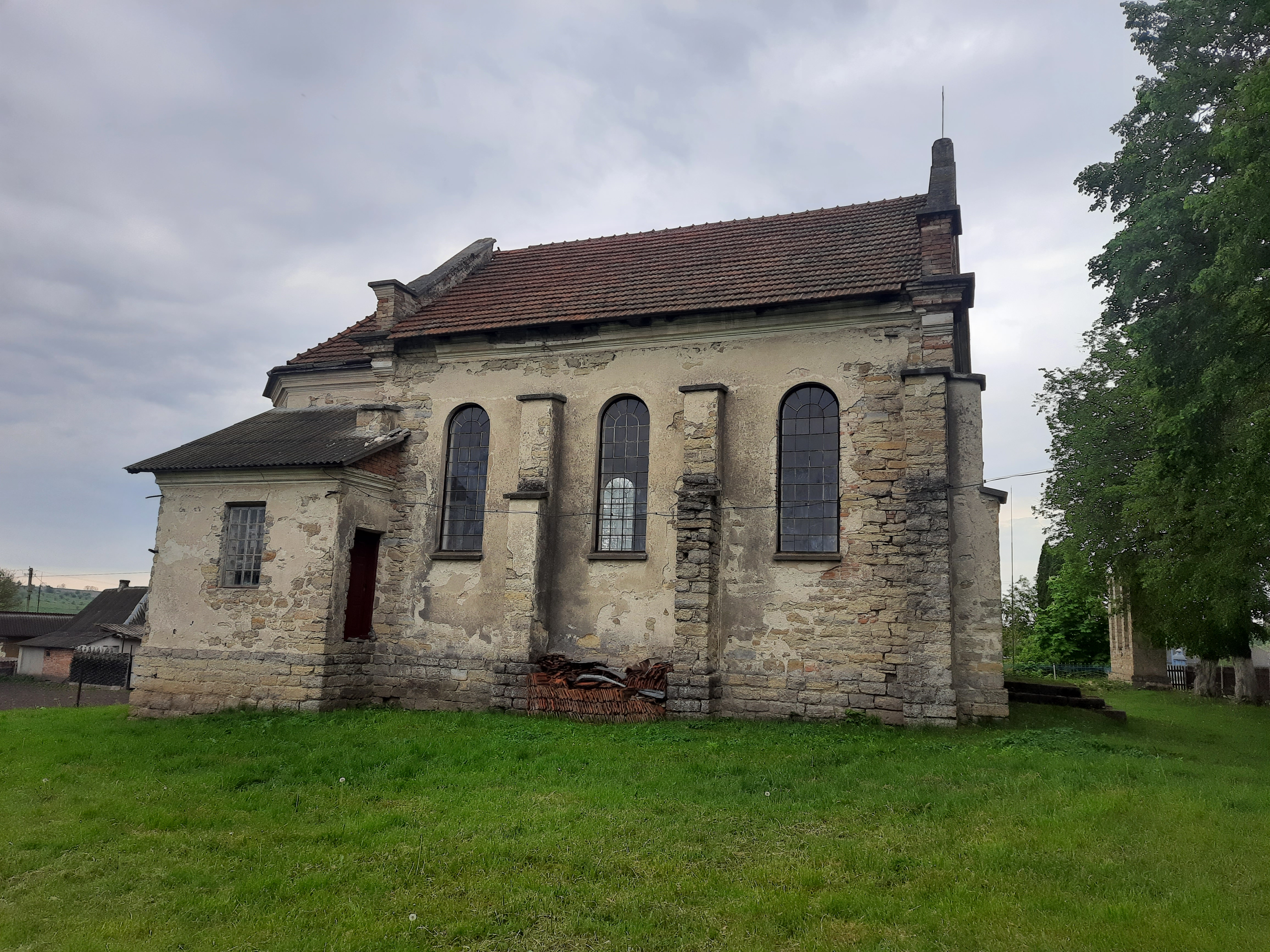
Костел Пресвятого Серця Господа Ісуса (1926р.)
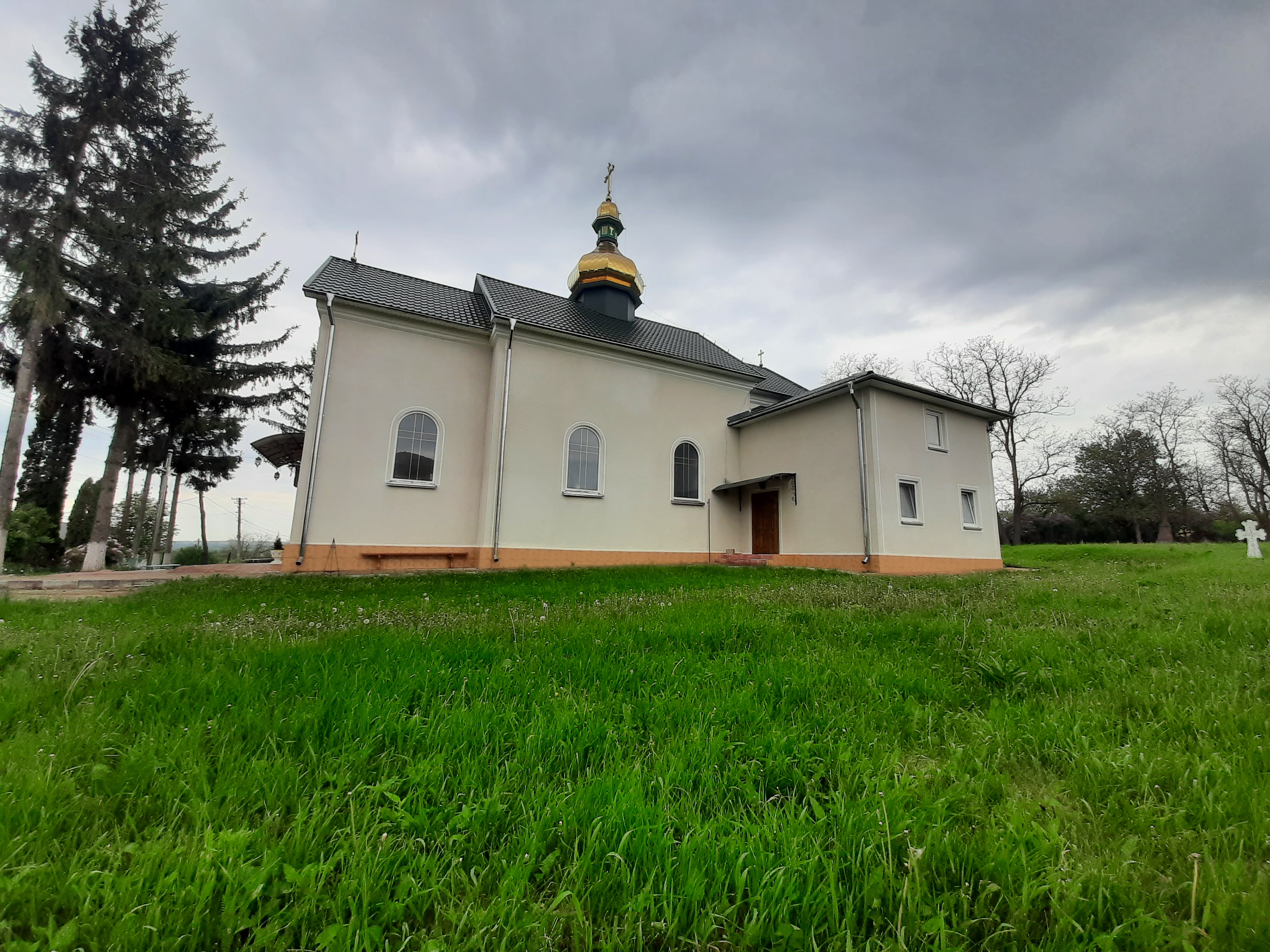
Церква Святої Великомучениці Параскеви (1929р.)
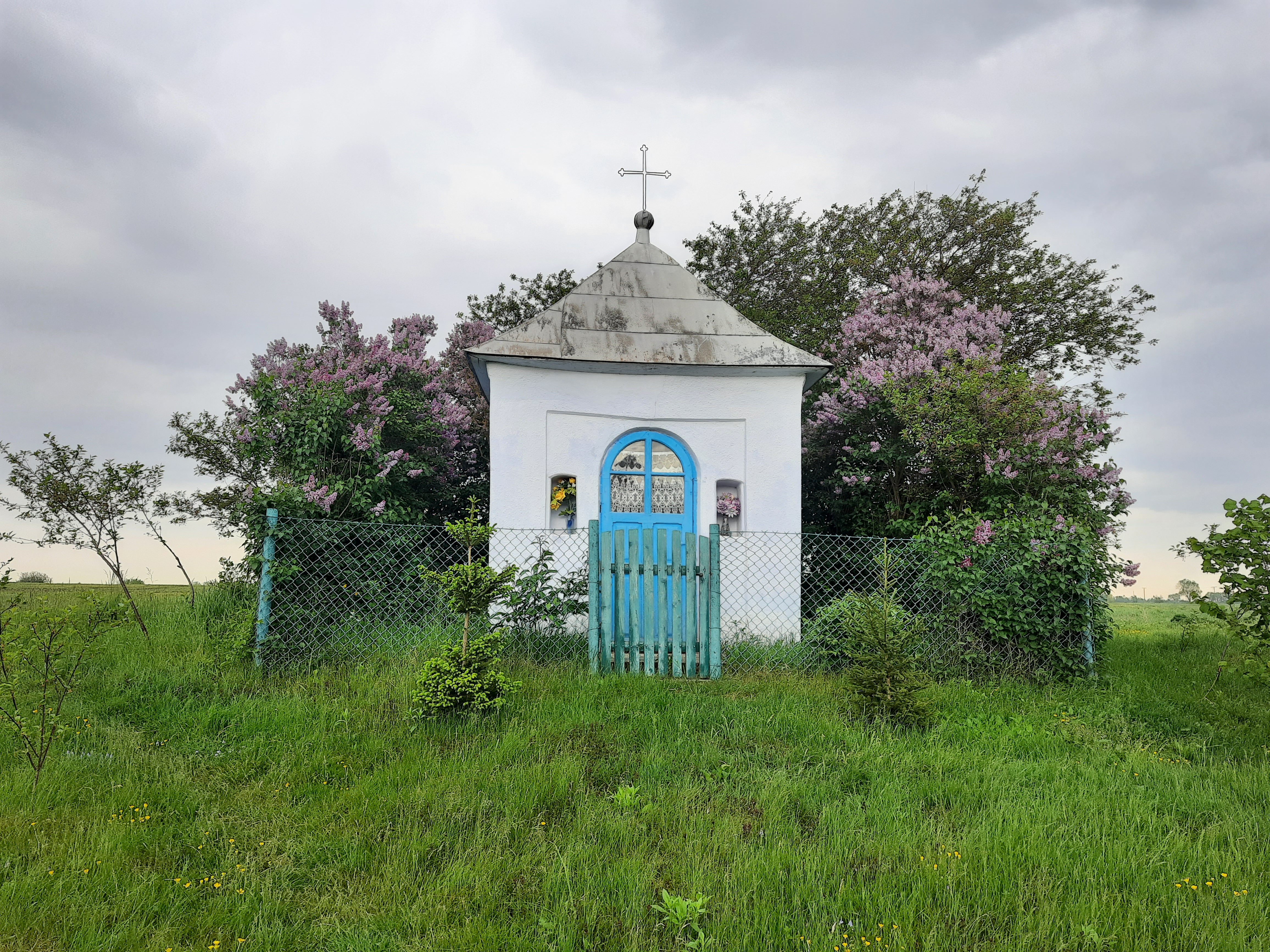
Капличка
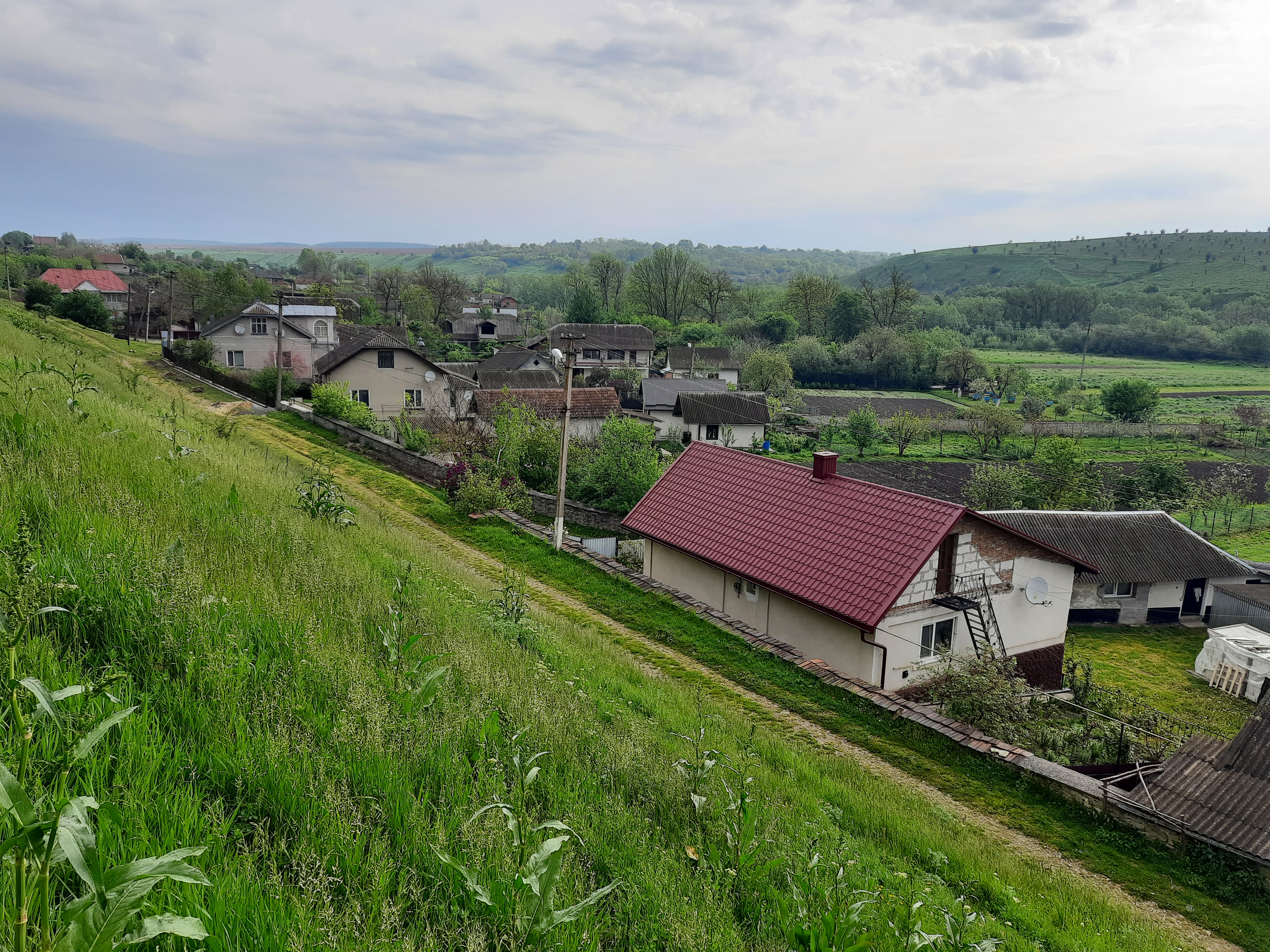
Краєвид села.
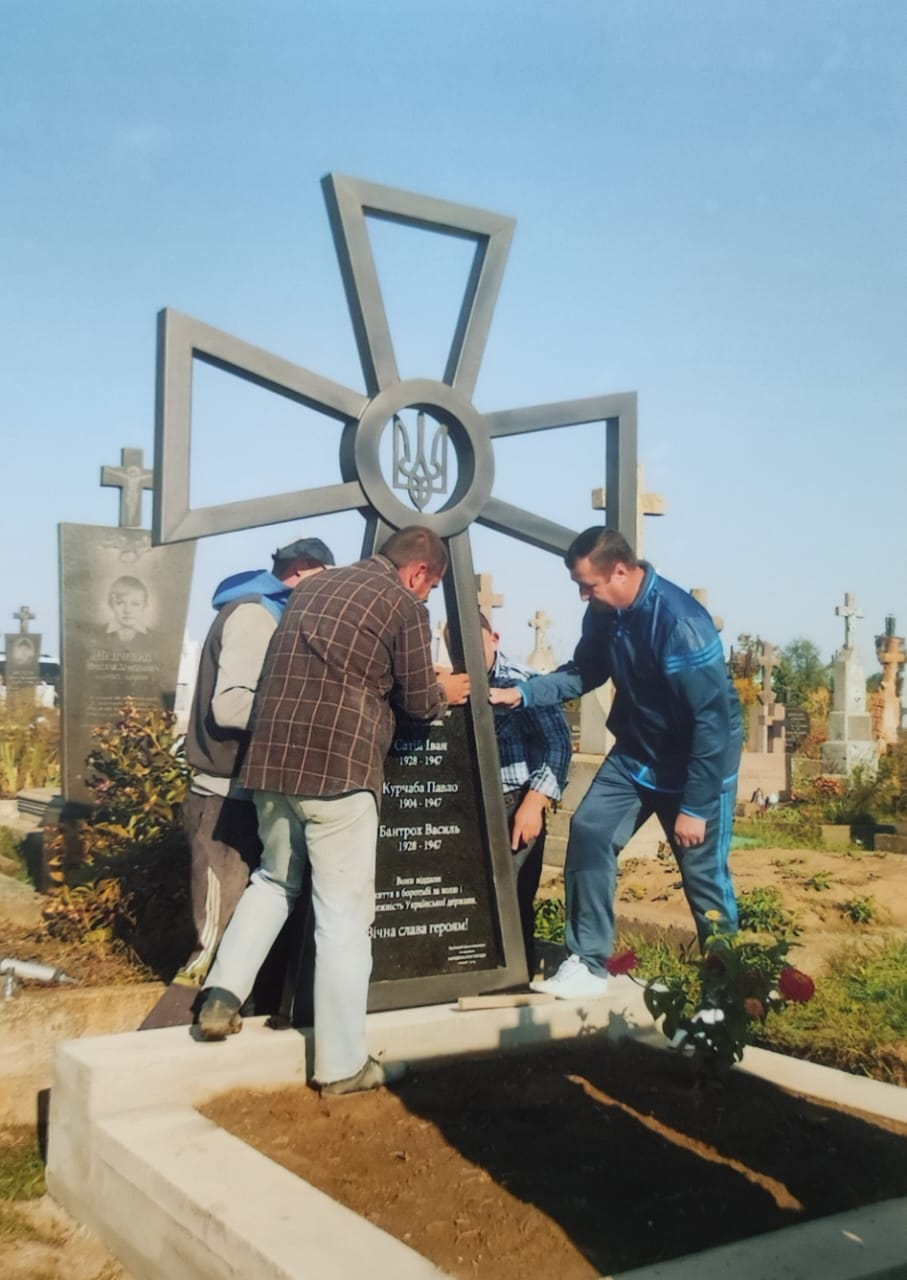
Могила трьом воякам УПА